# المقاومة اليونانية
المقاومة اليونانية (باليونانية:Εθνική Αντίσταση، "المقاومة الوطنية") مصطلح عام يطلق على عدد من المجموعات المسلحة وغير المسلحة من جميع ألوان الطيف السياسي الذي قاوم احتلال دول المحور لليونان في الفترة بين عامي 1941 و1944، خلال الحرب العالمية الثانية. تُعد واحدة من أقوى حركات المقاومة في أوروبا الخاضعة للاحتلال الألماني النازي.

## أصولها
عجّل غزو ألمانيا النازية (وحليفتيها إيطاليا وبلغاريا) اليونان واحتلالها إياها من عام 1941 حتى 1944، في نهضة حركات المقاومة في اليونان. شقت إيطاليا الطريق بمحاولة غزوٍ من ألبانيا في عام 1940، والتي صدّها الجيش اليوناني. بعد الغزو الألماني، واحتلال أثينا وسقوط كريت، فرّ الملك جورج الثاني وحكومته إلى مصر، حيث أعلنوا حكومة في المنفى اعترف عليها الحلفاء. حث البريطانيون الملك إلى درجة كبيرة لتعيين وزراء وسطيين معتدلين؛ وكان اثنين فقط من وزرائه أعضاءً في الحكومة الاستبدادية التي حكمت اليونان قبل الغزو الألماني. رغم ذلك، ادعى البعض في المقاومة اليسارية أن الحكومة غير شرعية بحُكم جذورها في الحكم الاستبدادي خاصة ايوانيس متاكساس من عام 1936 حتى 1941.
شكّل الألمان حكومة يونانية تعاونية، ترأّسها الجنرال جورجيوس تسولاكوغلو، قبل الدخول إلى أثينا. خدم بعض الضباط رفيعي المستوى من النظام اليوناني السابق للحرب الألمان في مناصب شتى. افتقرت هذه الحكومة، رغم ذلك، إلى الشرعية والدعم، لكونها تابعة كليًا لسلطات الاحتلال الألماني والإيطالي، وفقدت مصداقيتها لعجزها عن منع تمليك الكثير من أراضي مقدونيا اليونانية وغرب تراقية لبلغاريا. تضعضعت الحكومة التعاونية وقوى الاحتلال أكثر بسبب إخفاقها في منع حدوث المجاعة الكبرى، وبلوغ معدل الوفيات ذروته في شتاء 1941 – 1942، ما تسبب بأذى كبير لسكان اليونان المدنيين.

## أعمال المقاومة الأولى
رغم وجود حادثة غير مثبتة مقرونة بإيفزون كونستانتينوس كوكيديس في يوم احتلال الألمان لأثينا، لكن أول فعل مقاومة مثبت في اليونان وقع في ليل 30 مايو 1941، قبل نهاية معركة كريت حتى، وقتما تسلّق طالبان شابان هما أبوستولوس سانتاس، طالب حقوق، ومانوليس غليزوس، طالب في كلية الاقتصاد وإدارة الأعمال في جامعة أثينا، الواجهة الشمالية الغربية للأكروبوليس ومزقا راية الصليب المعقوف التي كانت سلطات الاحتلال قد وضعتها هناك.
قامت أولى حركات المقاومة الأوسع في شمال اليونان، حيث ضمت بلغاريا أراضٍ يونانية. حدثت أول انتفاضة جماهيرية حول بلدة دراما في شرق مقدونيا، ضمن منطقة الاحتلال البلغاري. كانت السلطات البلغارية قد اتبعت سياسات بَلغَرة واسعة النطاق، ما سبب رد فعل لدى الشعب اليوناني. في ليل 28 – 29 سبتمبر من عام 1941 انتفض شعب دراما وضواحيها. قمع الجيش البلغاري هذه الثورة ضعيفة التنظيم، وردّ بإعدام أكثر من ثلاثة آلاف شخص في دارما وحدها. قُدر أن خمسة عشر ألف يوناني قُتلوا على يد جيش الاحتلال البلغاري في بضع الأسابيع التالية وتعرضت قرى بأكملها في الريف إلى نيران الرشاشات والنهب. تُعتبر بلدة دوكساتو وقرية كوريستي اليوم مدينتي شهداء رسميًا.
في الوقت نفسه، نُظمت مظاهرات ضخمة في مدن مقدونيا اليونانية على يد المدافعين عن شمال اليونان (واي في إي)، وهي منظمة يمينية، احتجاجًا على ضم بلغاريا أراضٍ يونانية.
ظهرت المجموعات المسلحة المؤلفة من أندراتيس («رجال حرب العصابات») للمرة الأولى في جبال مقدونيا في أكتوبر من عام 1941، وأسفرت المواجهات المسلحة الأولى عن مقتل 448 مدني في أعمال انتقامية أجراها الألمان، ما نجح في حد النشاط المسلح إلى درجة كبيرة لبضع الأشهر اللاحقة. مع ذلك، ألّبت هذه الأفعال العنيفة، إلى جانب نهب الألمان موارد اليونان الطبيعية، اليونانيين ضد المحتلين أكثر.

## تأسيس مجموعات المقاومة الأولى
أدى الافتقار إلى حكومة شرعية وخمول الطبقة السياسية المُنشأة إلى خلق فراغ في السلطة وعنَى فقدان نقطة تجمع للشعب اليوناني. فرّ معظم الضباط والمواطنين الذين أرادوا الاستمرار في القتال إلى الشرق الأوسط الخاضع للسيطرة البريطانية، أما الذين بقيوا فكانوا غير واثقين من إمكانياتهم ضد الفيرماخت. نتج عن هذا الوضع خلق عدة ترتيبات جديدة، حيث كانت مؤسسة فترة ما قبل الحرب غائبة في معظمها، ما فرض دور مقاومة القوى المحتلة.
بدأت أولى مجموعات المقاومة بالظهور بعد عدة أشهر من بداية احتلال اليونان، مثل منظمة غريفاس العسكرية، التي تأسست في يونيو من عام 1941، ومنظمة «حرية»، بقيادة الكولونيل ديميتريوس بساروس، المؤسسة في يوليو من عام 1941. أُسست منظمة «اللجنة السامية للنضال الكريتي» (أيه إي أيه كيه) في يونيو من عام 1941 أيضًا، بُعيد انتهاء معركة كريت.
كانت أول مؤسسة مقاومة كبرى يجري تأسيسها هي جبهة التحرير الوطنية (إي أيه إم)، التي وصل عدد أعضائها بحلول عام 1944 إلى أكثر من 1,800,000 عضو (كان تعداد سكان اليونان نحو 7,500,000 آنذاك). نُظمت إي أيه إم على يد الحزب الشيوعي اليوناني (كيه كيه إي) وغيره من الأحزاب الأصغر، بينما رفضت الأحزاب السياسية الكبرى في فترة ما قبل الحرب المشاركة سواء في إي أيه إم، أو في أي حركة مقاومة. في 16 فبراير 1942، منحت إي أيه إم الإذن لخبير شيوعي اسمه أنثاناسيوس (ثاناسيس) كلاراس (الذي اعتمد الاسم المستعار آريس فيلوشيوتيس) لمعاينة إمكانيات حركة مقاومة مسلحة. رغم أن الإعلان عن تأسيسها جرى في أواخر عام 1941، لكن أعمالًا عسكرية لم تحدث حتى عام 1942، حينما نشأ جيش تحرير الشعب اليوناني (إي إل أيه إس)، وهو القوات المسلحة خاصة إي أيه إم.
ثاني أكبر منظمة كانت عصبة الجمهوريين الوطنيين اليونانية (إي دي إي إس) الفينيزيلية، بقيادة ضابط عسكري سابق، هو الكولونيل نابوليون زيرفاس، والجنرال الجمهوري المنفي نيكولاس بلاستيراس رئيسًا اعتباريًا.

## المقاومة في الجبال –أندارتيكو
اليونان بلاد جبلية، ولها باع طويل تراثي في الأندارتيكو («حرب العصابات»)، يعود إلى أيام الكليفتس (اللصوص) (عصابات الأشرار المعادية لتركيا) في الفترة العثمانية، الذين غالبًا ما كانوا يستمتعون بحالة البطل الشعبي. في أربعينيات القرن العشرين، كان الريف فقيرًا، ولم تكن شبكة الطرقات متطورة بصورة جيدة، وغالبًا ما كانت سيطرة الدولة خارج المدن تُطبق على يد الدرك اليوناني. لكن بحلول عام 1942، ونتيجة لضعف الحكومة المركزية في أثينا، كان الريف يخرج عن سيطرتها تدريجيًا، في حين كانت مجموعات المقاومة قد كسبت تنظيمًا صارمًا وواسع النطاق يضاهي نظيره خاصة الدولة الرسمية وأكثر فاعلية منه.

## روابط خارجية
- Martyr Cities & Villages of Greece Network 1940-1945 (in Greek)
- Official site of the documentary film The 11th Day which contains an extensive interview with Sir Patrick Leigh Fermor, and documents the Battle of Trahili, filmed in 2003.